# Себастіан (Флорида)
Себастіан (англ. Sebastian) — місто (англ. city) в США, в окрузі Індіан-Рівер на сході штату Флорида, на узбережжі Атлантичного океану. Розташоване на північному сході повіту Індіан-Рівер у курортній області Флориди Скарбове узбережжя (Треже коаст). Населення — 25 054 особи (2020); агломерації Сібастіан- Віро-Біч — 135 167 осіб (2009 рік). Місто входить до конурбації Порт-Сент-Люсі - Сібастіан - Віро-Біч з населенням 541 463 особи (2009 рік).

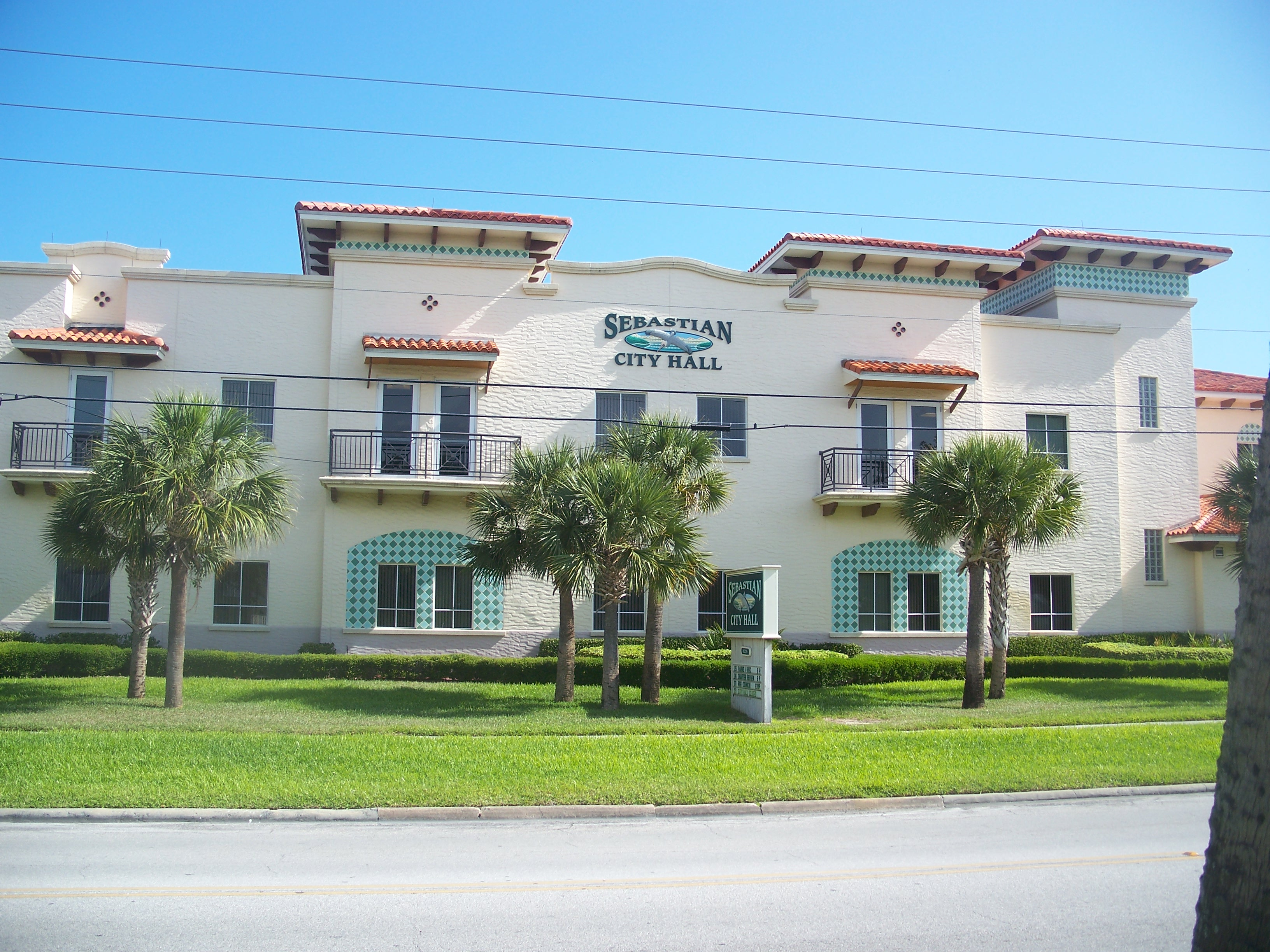
Мерія Сібастіану

Місто Сібастіан утворене 1882 року. 1715 року тут затонули розбиті штормом декілька іспанських кораблів навантажені скарбами, що оцінений у 500 мільйонів доларів. Знайшли тільки частину скарбу.
Тут знаходиться Музей скарбів Мела Фішера.

## Географія
Себастіан розташований за координатами 27°47′16″ пн. ш. 80°28′57″ зх. д. / 27.78778° пн. ш. 80.48250° зх. д. (27.787857, -80.482403).  За даними Бюро перепису населення США в 2010 році місто мало площу 37,71 км², з яких 35,39 км² — суходіл та 2,32 км² — водойми.

### Клімат
| Клімат : Себастіан    | Клімат : Себастіан | Клімат : Себастіан | Клімат : Себастіан | Клімат : Себастіан | Клімат : Себастіан | Клімат : Себастіан | Клімат : Себастіан | Клімат : Себастіан | Клімат : Себастіан | Клімат : Себастіан | Клімат : Себастіан | Клімат : Себастіан | Клімат : Себастіан |
| Показник              | Січ.               | Лют.               | Бер.               | Квіт.              | Трав.              | Черв.              | Лип.               | Серп.              | Вер.               | Жовт.              | Лист.              | Груд.              | Рік                |
| Середній максимум, °C | 22,8               | 23,3               | 25,0               | 26,7               | 29,4               | 31,1               | 31,7               | 31,7               | 30,6               | 28,3               | 25,0               | 22,8               | 27,4               |
| Середній мінімум, °C  | 12,2               | 13,3               | 15,0               | 17,8               | 20,0               | 22,2               | 23,3               | 23,3               | 23,3               | 20,6               | 16,7               | 13,3               | 18,4               |
| Норма опадів, мм      | 53                 | 56                 | 89                 | 89                 | 91                 | 130                | 147                | 152                | 231                | 180                | 61                 | 41                 | 1320               |
| --------------------- | ------------------ | ------------------ | ------------------ | ------------------ | ------------------ | ------------------ | ------------------ | ------------------ | ------------------ | ------------------ | ------------------ | ------------------ | ------------------ |
| Джерело: Weatherbase  |                    |                    |                    |                    |                    |                    |                    |                    |                    |                    |                    |                    |                    |

## Демографія

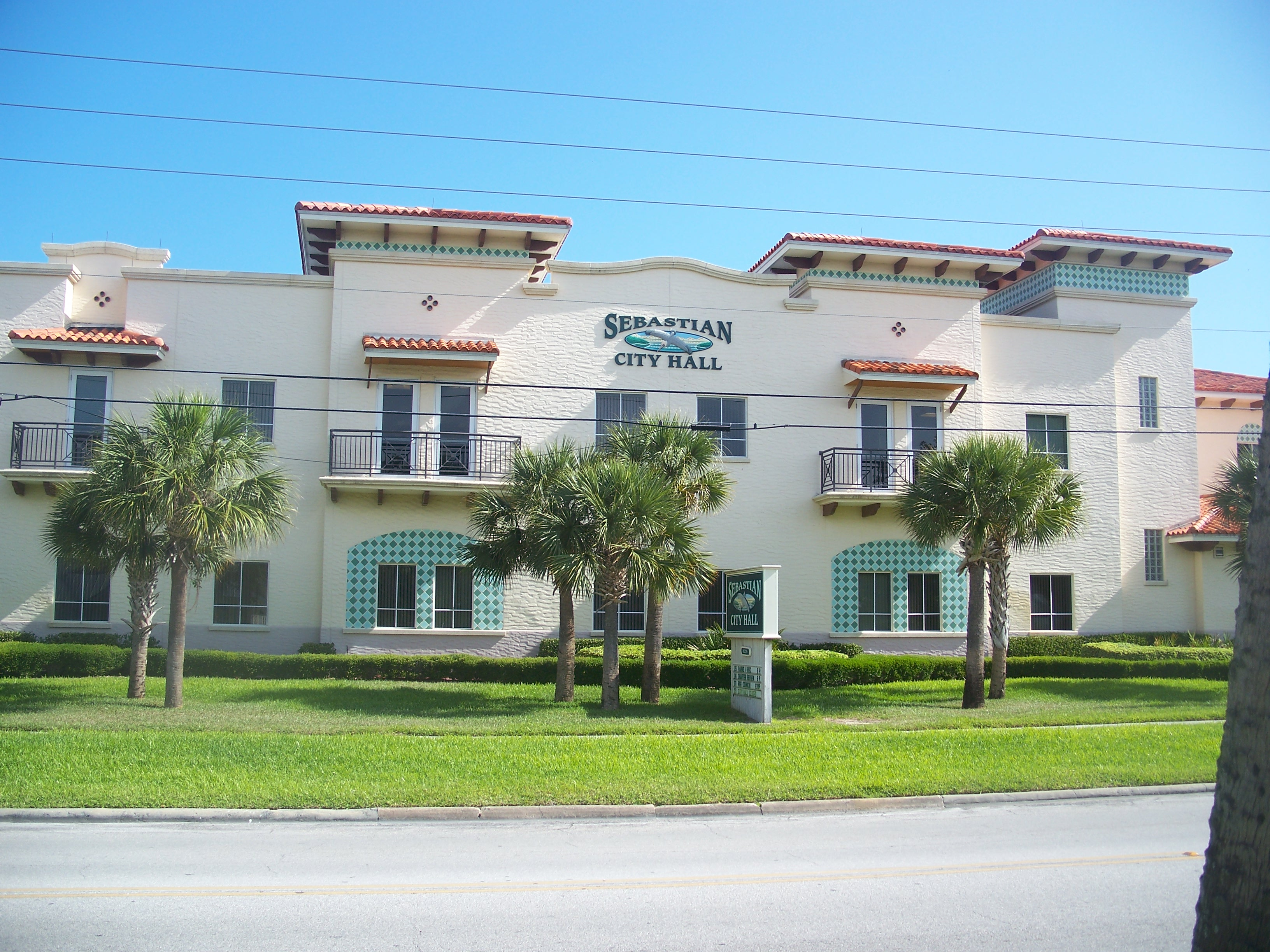
Мерія Сібастіану

Згідно з переписом 2010 року, у місті мешкало 21 929 осіб у 9508 домогосподарствах у складі 6462 родин. Густота населення становила 582 особи/км².  Було 10815 помешкань (287/км²).
Расовий склад населення:
| - 90,5 % — білих - 5,3 % — чорних або афроамериканців - 1,1 % — азіатів - 0,2 % — корінних американців - 1,2 % — осіб інших рас |

До двох чи більше рас належало 1,6 %. Частка іспаномовних становила 7,0 % від усіх жителів.
За віковим діапазоном населення розподілялося таким чином: 18,3 % — особи молодші 18 років, 55,4 % — особи у віці 18—64 років, 26,3 % — особи у віці 65 років та старші. Медіана віку мешканця становила 50,1 року. На 100 осіб жіночої статі у місті припадало 91,0 чоловіків;  на 100 жінок у віці від 18 років та старших — 88,4 чоловіків також старших 18 років.
Середній дохід на одне домашнє господарство  становив 54 418 доларів США (медіана — 45 266), а середній дохід на одну сім'ю — 62 295 доларів (медіана — 54 181). Медіана доходів становила 46 914 долари для чоловіків та 35 922 долари для жінок. За межею бідності перебувало 10,6 % осіб, у тому числі 14,5 % дітей у віці до 18 років та 6,1 % осіб у віці 65 років та старших.
Цивільне працевлаштоване населення становило 8445 осіб. Основні галузі зайнятості: освіта, охорона здоров'я та соціальна допомога — 23,0 %, роздрібна торгівля — 14,0 %, мистецтво, розваги та відпочинок — 13,0 %.